# Valerij Iljics Rozsgyesztvenszkij
Valerij Iljics Rozsgyesztvenszkij (oroszul: Валерий Ильич Рождественский) (Leningrád, 1939. február 13. – 2011. augusztus 31.) szovjet űrhajós.

## Életpálya
A szovjet haditengerészet katonai főiskoláján diplomázott. Puskinban konstruktőrként dolgozott.
1961-től 1965-ig egy balti-tengeri katonai egység tagja volt. 1965. október 23-tól részesült űrhajóskiképzésben. 2 napot és 6 percet töltött a világűrben. A Jurij Gagarin Űrhajós Kiképző Központban az oktatási központban dolgozott. 1986. június 24-én búcsúzott el az űrhajósok családjától.

## Űrrepülések
1974-ben a Szojuz–15 űrhajó mentőlegénységének fedélzeti mérnöke. A második küldetésre szállított űrhajósokat a Szaljut–3 űrállomásra.
1976-ban a Szojuz–21 űrhajó tartalék személyzetének fedélzeti mérnöke. Az űrhajó az első űrhajósokat szállította a Szaljut–5 űrállomásra.
1976-ban a Szojuz–23 fedélzeti mérnöke. Az űrhajó sikertelenül dokkolt a Szaljut–5 űrállomással, azonnal visszaindult a Földre.

## Kitüntetések
- Szovjetunió Hőse
- Lenin-rend

## Külső hivatkozások
- Valerij Iljics Rozsgyesztvenszkij. astronautix.com. (Hozzáférés: 2011. november 26.)
- Valerij Iljics Rozsgyesztvenszkij. spacefacts.de. (Hozzáférés: 2011. november 26.)